# August Palms äventyr
August Palms äventyr är en svensk TV-serie i tre delar från 1985 i regi av Jan Hemmel. Serien handlar om socialisten August Palm och skrevs av Gunnar Ohrlander. Den fotades av Lars Crépin och i rollen som Palm ses Pierre Dahlander. Seriens avsnitt hette i tur och ordning Agitation och kärlek, Framgång! och Rivalerna.

## Rollista
- Pierre Dahlander – August Palm
- Anna Sällström – Johanna Palm
- Horst Bastian – borgmästaren
- Klaus Franke – tysk polisman
- Martin Ersgård – tysk polisman
- Ulf Andersson – dansk slusk
- Göran Eliasson – dansk slusk
- Håkan Mohede – korrekturläsaren
- Olle Lind – småstadspolisen
- K.G. Lindström – handskmakaren
- Göte Fyhring – borgmästaren
- Björn Åkesson – arbetaren
- Ann-Marie Gyllenspetz – fattigvårdsarbetaren
- Olle Björling – fattigvårdsarbetaren
- Peter Edding – Sterky
- Göran Stangertz – Hjalmar Branting
- Leif Hedberg – polischef
- Stig Bergman – gruvvakt
- Gunnar Öhlund – arbetsledaren
- Gösta Gustafsson – gruvägare
- P.O. Eriksson – gruvägare
- Lennart Ljungdahl – gruvägare
- Rolf Rang – Ström
- Ingvar Andersson – hotellägaren
- Bror Tommy Borgström – skrivaren
- Mats Eklund – prästman
- Emil Elmér
- Björn Novén – Menander
- Nils Ahlroth – bondenth)
- Tommy Juth – prästen
- Olle Forsgren – gruvarbetare
- Jan Lundberg – gruvarbetare
- Göte Eriksson  – gruvarbetare
- Stig-Olov Norström – gruvarbetare
- Gunhild Gröning – gruvarbetare
- Sven Karlsson – gruvarbetare
- Håkan Paaske – Danielsson
- Stefan Fredriksson – konstapel
- Lars Väringer – assistenten
- Ingemar Berglund – konstapel
- Ole Forsberg – redigerare
- Håkon Svensson – redigerare
- Clas Göran Söllgård – redigerare
- Karoline Foit – Anna Palm
- Yasmine Foit – Anna Palm